# 蘇禄
蘇禄（そろく、拼音：Sūlù、? - 738年）は、突騎施（テュルギシュ　Türügeš）部の首領。トルコ語ではスールク。アラブ史料ではアブー・ムザーヒム（Abū Muzāhim　競合する奴）、カーカーン・アッテュルク(Khāqān al-Turk トルコ可汗)と呼ばれた。

## 生涯
景龍3年（709年）秋7月、娑葛と遮弩の兄弟が東突厥可汗の默啜に捕らえられて殺されると、突騎施別種の出身である車鼻施啜の蘇禄は、突騎施の余衆を寄せ集め、新たな突騎施酋長となった。彼は善く下の者をいたわり従えたので、十姓部落（西突厥）は次第に彼に帰順していった。部衆は20万を擁し、遂に西域の地に勢力を確立するにいたった。
開元3年（715年）、蘇禄が初めて来朝し、右武衛大将軍，突騎施都督を授かったが、朝廷はその献上物を受け取らなかった。
開元4年（716年）8月、東突厥可汗の默啜が死去したため、蘇禄は自ら立って可汗となった。
開元6年（718年）5月辛亥、朝廷は武衛中郎将の王恵に節を持たせ、突騎施都督の蘇禄を左羽林大将軍，順国公に拝し、錦袍，鈿帯，魚袋など七つを賜り、金方道経略大使とした。しかし、蘇禄は詐計にたけて悪賢く、唐に心から臣従したわけではなかった。
開元7年（719年）10月壬子、玄宗はこれを唐に繋ぎとめておこうとし、蘇禄を忠順可汗に冊立した。
開元10年（722年）12月庚子、玄宗は十姓可汗阿史那懐道の娘を金河公主とし、突騎施可汗の蘇禄に娶らせた。
開元14年（726年）12月、金河公主が牙官を安西に遣わし、馬千頭を引き連れて交易させた。使者が金河公主の指令を杜暹に述べ伝えたところ、杜暹は怒って「阿史那の娘がその身分をかえりみず、指令を述べ伝えるとは何事か！」と言い、その使者を鞭打ち、抑留して還さなかった。その馬は降雪に遭い、寒さのために死に絶えてしまった。蘇禄は大いに怒り、兵を発して四鎮に攻め込んで略奪をおこなった。時に、杜暹は帰国して国政を司っていたため、趙頤貞が代わって安西都護となっていた。趙頤貞は長期にわたって城壁にのぼって防戦し、撃って出ては敗れた。蘇禄はその人畜を捕え、穀物倉の蓄えを奪い出した。しばらくして杜暹が宰相になっていることを聞き知り、蘇禄は軍を引いて去った。その後、すぐに首領の葉支阿布思（ヤブチ・アポース）を遣わして来朝させた。
開元15年（727年）、蘇禄は吐蕃の賛普と結んで挙兵し、四鎮に入寇して安西城を包囲した。しかし、安西副大都護の趙頤貞によって撃破される。
開元18年（730年）、蘇禄の使者が京師に至り、玄宗は丹鳳楼に臨御して宴を催した。たまたま東突厥の使者も来ていたので、両者は席の上下を争うこととなった。東突厥の使者は「突騎施の国は小さく、もともとは突厥に臣従していた。その使者が上座を占めるべきではない」と言い、蘇禄の使者は「この宴は我のために設けられたものだ。我が下座であるわけにゆかない。」と言った。ここにおいて中書門下及び百僚は議し、遂に東西の幕下にそれぞれの席を設け、東突厥の使者は東、突騎施の使者は西に座った。宴が終わると、唐は多くのものを賜って帰国させた。
開元23年（735年）冬10月辛亥、突騎施は北庭及び安西の撥換城を寇す。
開元24年（736年）春1 月、吐蕃は遣使を送り方物を献上した。北庭都護の蓋嘉運は兵を率いて突騎施を撃ち、これを破る。8月、突騎施は大臣の胡禄達干（フールク・タルカン）を遣わし、唐に請和した。
開元26年（738年）、初めの頃、蘇禄はその民衆をいつくしみ治め、性格が勤勉・質素で、戦闘のたびごとに捕獲物を支配下の者に分け与えた。そのために諸族は彼に心服し、力を尽くした。また、吐蕃，突厥と密通していたため、二国の君主はその娘を蘇禄に娶せた。蘇禄は遂に三国の娘を立てて可敦（カトゥン、Qatun：皇后）とし、数人の子供を葉護（ヤブグ、Yabγu）とした。こうして日ごとに彼の出費が多くなっていったにもかかわらず、普段から蓄えをしていなかったため、晩年になると貧困を憂えてたのしまず、故に捕獲物を自分のもとにおいて分配しなくなり、部下が叛くようになった。その上病風にかかり、一支が曲がって役に立たなくなった。そんな中、突騎施には大首領の莫賀達干（バガ・タルカン、Baγa Tarqan：官名），都摩度（トモートー）の両部落があり、最も強盛となっていた。さらにその種人の中でも娑葛の後裔の者は「黄姓」と称し、蘇禄の部は「黒姓」と称し、互いに敵視し合うようになった。
夏、莫賀達干は軍隊を率いて夜に蘇禄を攻撃してこれを殺した。都摩度は初め莫賀達干と通謀していたが、まもなく背きあうようになり、蘇禄の子の骨啜（クチュル）を立てて吐火仙可汗（トハシャン・カガン）とし、蘇禄の余衆を寄せ集めて莫賀達干と攻撃し合った。

## 妻子
妻
- 金河公主（交河公主）…阿史那懐道の娘。
- 唐の公主
- 吐蕃の娘
- 突厥の娘

子
- 吐火仙可汗（骨啜）
- 葉護（ヤブグ）の頓阿波（トン・アパ）

## 参考資料
- 『旧唐書』本紀第八、本紀第九、列伝第一百四十四下、
- 『新唐書』本紀第五、列伝一百四十下
- 『資治通鑑』巻第二百一十一、巻第二百一十二、巻第二百一十三、巻第二百一十四
- 小松久男『世界各国史４　中央ユーラシア史』山川出版社、2000年
- 内藤みどり『西突厥史の研究』早稲田大学出版部、1988年